# Berisso (partido)
Berisso (Partido de Berisso) is een partido in de Argentijnse provincie Buenos Aires. Het bestuurlijke gebied telt 80.092 inwoners. Tussen 1991 en 2001 steeg het inwoneraantal met 7,13 %.

## Plaatsen in partido Berisso
- Barrio Banco Provincia
- Barrio El Carmen Este
- Barrio Universitario
- Berisso
- Los Catorce
- Los Talas
- Palo Blanco
- Villa Argüello
- Villa Banco Constructor
- Villa Dolores
- Villa Independencia
- Villa Nueva
- Villa Porteña
- Villa Progreso
- Villa San Carlos
- Villa Zula